# (4581) Асклепий
(4581) Асклепий (др.-греч. Ἀσκληπιός) — околоземный астероид из группы аполлонов, который характеризуется крайне вытянутой орбитой, из-за чего, в процессе своего движения вокруг Солнца, он пересекает помимо земной орбиты ещё и орбиты двух соседних планет: Венеры и Марса. Астероид был открыт 31 марта 1989 года американскими астрономами Генри Хольтом и Норманом Томасом в Паломарской обсерватории и назван в честь древнегреческого бога медицины и врачевания Асклепия.

Орбита астероида Асклепий и его положение в Солнечной системе

Для астрономов данный астероид представляет интерес прежде всего из-за тесных сближений с Землёй. Так 22 марта 1989 года он пролетел рядом с нашей планетой на расстоянии всего в 684 000 км (0,00457 а. е.), что составляет два радиуса лунной орбиты. По космическим меркам это совсем немного, по сути он пролетел точно через то место, где находилась Земля 6 часов назад. Это произошло за 9 дней до его обнаружения. Согласно расчётам геофизиков, при столкновении с этим астероидом выделилась бы энергия сравнимая со взрывом 600-мегатонной атомной бомбы.
Открытия последующих лет показали, что существует целый класс таких потенциально опасных для Земли объектов. Есть предположения, что столь тесные сближение с астероидами аналогичных размеров происходят достаточно часто, примерно раз в 2-3 года.
16 августа 2012 года состоялся ещё один достаточно тесный подход Асклепия к Земле, но в этот раз астероид прошёл от неё на гораздо более значительном расстоянии 16,137 млн км (0,10787 а. е.), что составляет более 400 радиусов лунной орбиты. Во время этого сближения яркость астероида достигала 18,7 m.
Следующего тесного сближения астероида с Землёй придётся ждать несколько десятилетий — оно произойдёт 24 марта 2051 года. Минимальное расстояние до Земли составит 1,8 млн км (0,012 а. е.) или 4,5 радиуса лунной орбиты. Это будет восьмое по счёту сближение астероида с Землёй в XXI столетии на расстояние менее 30 млн км. Из-за многочисленных сближений не только с Землёй, но и с Венерой и Марсом, орбита Асклепия подвержена значительным гравитационным возмущениям со стороны этих планет, что позволяет с уверенностью прогнозировать дальнейшие сближения астероида с нашей планетой лишь до 2127 года.